# باشگاه فوتبال شهرداری زنجان
باشگاه فوتبال البرز شهرداری زنجان یک باشگاه فوتبال ایرانی بود که در شهر زنجان در استان زنجان واقع شده‌ بود. این تیم توسط فدراسیون فوتبال جمهوری اسلامی ایران به صورت اهدایی در لیگ دسته دوم از سال ۱۳۷۰ فعالیت خود را آغاز کرده‌ بود. لباس این تیم زرد، قرمز، رنگ بود. این تیم نیز سابقهٔ حضور و البته قهرمانی لیگ دسته ۱ را در کارنامه خود داشت اما به علت بحران مالی، هیچگاه فرصت حضور در لیگ برتر ایران را  پیدا نکرد. این تیم از لیگ دسته دوم به علت عدم توانایی هیئت فوتبال زنجان و شهرداری زنجان این تیم از لیگ دسته دوم فوتبال ایران به لیگ برتر استان زنجان سقوط کرد.